# Aislacionismo

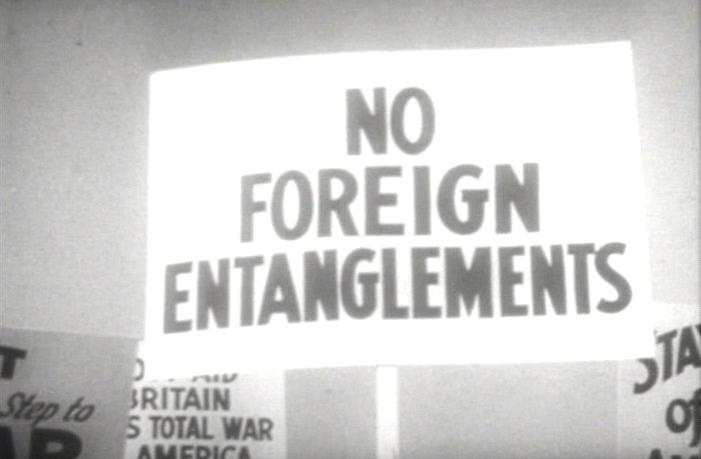
Cartel de protesta aislacionista que dice "No foreign entanglements" (en español: "Sin enredos con el extranjero")

El aislacionismo es una categoría de políticas exteriores institucionalizadas por líderes que afirman que los mejores intereses de las naciones se sirven mejor si se mantienen a distancia los asuntos de otros países. Una posible motivación para limitar la participación internacional es evitar verse envueltos en conflictos peligrosos y de otro modo indeseables. También puede haber un beneficio percibido al evitar los acuerdos comerciales internacionales u otros pactos de asistencia mutua. 
La actitud opuesta a la formación de alianzas y a la intervención activa en los asuntos internacionales pretende que la mejor política exterior consiste en no implicarse en los conflictos de otras potencias, al considerarlos ajenos a los propios intereses. Característica tradicional del sinocentrismo durante milenios (interpretaciones de la historia de China y de la Gran Muralla china), fue mantenida más en teoría que en la práctica por Inglaterra durante el siglo XIX (Espléndido aislamiento) y por los Estados Unidos (aislacionismo). Similar en cierta medida fue la doctrina denominada "socialismo en un solo país" mantenida por la Unión Soviética de Stalin entre 1925 y 1939 (por cuanto implicaba la posibilidad de desarrollar la revolución sin apenas contactos con el exterior, dadas las vastas dimensiones y recursos de su territorio, que permitían prácticamente la autarquía), frente a la expansionista doctrina de Trotski (la "revolución permanente").

## Definición
El aislacionismo se ha definido como:

Una política o doctrina de tratar de aislar al país de los asuntos de otras naciones al negarse a entrar en alianzas, compromisos económicos extranjeros, acuerdos internacionales y, en general, intentar hacer que la economía de uno sea completamente autosuficiente; buscando dedicar todos los esfuerzos del país a su propio avance, tanto diplomática como económicamente, mientras permanece en un estado de paz evitando enredos y responsabilidades extranjeras.

## Principio de no intervención
El no intervencionismo es la doctrina que indica la obligación de los Estados de abstenerse a intervenir, ya sea directa o indirectamente, en los asuntos internos de otro Estado con la intención de afectar su voluntad y obtener su subordinación. Se deriva de un principio del derecho internacional público, el principio de no intervención que establece la independencia de las naciones y el derecho de autodeterminación de los pueblos. Este principio de no intervención prácticamente equivale al de no injerencia en los asuntos internos de otro país.

## Por país

### Bután
Antes de 1999, Bután había prohibido la televisión e Internet para preservar su cultura, su medio ambiente y su identidad.Finalmente, Jigme Singye Wangchuck levantó la prohibición de la televisión e Internet. Su hijo, Jigme Khesar Namgyel Wangchuck, fue elegido Druk Gyalpo de Bután, lo que ayudó a forjar la democracia butanesa. Posteriormente, Bután ha experimentado una transición de una monarquía absoluta a una monarquía constitucional y una democracia multipartidista. El desarrollo de la democracia butanesa ha estado marcado por el estímulo y la participación activa de los monarcas butaneses reinantes desde la década de 1950, comenzando con reformas legales y culminando con la promulgación de la Constitución de Bután.
El turismo en Bután estuvo prohibido hasta 1974. Desde entonces, el país ha permitido la visita de extranjeros, pero ha controlado estrictamente el turismo en un esfuerzo por preservar su patrimonio natural y cultural. A partir de 2022, los turistas deberán pagar una tarifa de 200 dólares por día además de otros gastos de viaje, como comidas y alojamiento. Antes de 2022, a los visitantes no se les permitía viajar de forma independiente y debían ir acompañados de un guía turístico.A partir de 2021, Bután no mantiene relaciones exteriores formales con ninguno de los cinco miembros permanentes del Consejo de Seguridad de la ONU, incluida China, su vecino del norte con el que tiene una relación históricamente tensa.

### Camboya
Artículo principal: Edad Oscura Camboyana
Véase también: Jemeres Rojos
De 1431 a 1863, el Reino de Camboya aplicó una política aislacionista. La política prohibía el contacto extranjero con la mayoría de los países exteriores. Cuando Pol Pot y los Jemeres Rojos llegaron al poder el 17 de abril de 1975 y establecieron la Kampuchea Democrática, toda la población de Camboya fue evacuada en todas las ciudades, incluida Nom Pen, al campo que fue ordenado por el Partido Comunista de Kampuchea; y la policía secreta Santebal había establecido un infame gulag-prisión dentro de la cámara de tortura llamada Tuol Sleng (S-21). Camboya se convirtió en el Año Cero debido a su extremo aislamiento del resto del mundo hasta 1979, cuando los vietnamitas derrocaron a Pol Pot y a los Jemeres Rojos y liberaron a Camboya de la tiranía el 7 de enero.

### China
Artículo principal: Haijin
Véase también: Política Una sola China y Estatus político de Taiwán
Después de los viajes de Zheng He en el siglo XV, la política exterior de la dinastía Ming en China se volvió cada vez más aislacionista. El emperador Hongwu no fue el primero en proponer la política de prohibir todo transporte marítimo en 1390.La dinastía Qing que vino después de la dinastía Ming a menudo continuó las políticas aislacionistas de la dinastía Ming. Wokou, que se traduce literalmente como "piratas japoneses" o "piratas enanos", eran piratas que asaltaban las costas de China, Japón y Corea, y eran una de las principales preocupaciones, aunque la prohibición marítima no carecía de cierto control.
En el invierno de 1757, el emperador Qianlong declaró que, a partir del año siguiente, Cantón sería el único puerto chino permitido a los comerciantes extranjeros, dando inicio al Sistema de Cantón.
Desde la división del territorio después de la guerra civil china en 1949, China está dividida en dos regímenes: la República Popular China consolidó el control sobre China continental, mientras que la República de China existente estaba confinada a la isla de Taiwán, ya que ambos gobiernos reclaman la soberanía de cada uno. Si bien la República Popular China es reconocida por la ONU, la Unión Europea y la mayoría de los estados del mundo, la República de China permanece diplomáticamente aislada, aunque 15 estados la reconocen como "China" y algunos países mantienen relaciones diplomáticas no oficiales a través de oficinas comerciales.

### Corea
Véase también: Juche
En 1863, el emperador Gojong tomó el trono de la dinastía Joseon cuando era un niño. Su padre, el regente Heungseon Daewongun, gobernó para él hasta que Gojong alcanzó la edad adulta. A mediados de la década de 1860 fue el principal defensor del aislacionismo y el principal instrumento de persecución de los católicos nativos y extranjeros.
Tras la división de la península tras la independencia de Japón al final de la Segunda Guerra Mundial, Kim Il-Sung inauguró un régimen nacionalista aislacionista en el Norte, que continuaría con su hijo y su nieto tras su muerte en 1994.

### Estados Unidos
Las raíces culturales del aislacionismo, en la etnia alemanay la irlandesa,han interesado a los estudiosos.Algunos académicos, como Robert J. Art, creen que Estados Unidos tuvo una historia aislacionista, pero la mayoría de los otros académicos cuestionan esa afirmación al describir que Estados Unidos sigue una estrategia de unilateralismo o no intervencionismo en lugar de una estrategia de aislacionismo.Robert Art expone su argumento en A Grand Strategy for America (2003).Los libros que han argumentado que Estados Unidos siguió el unilateralismo en lugar del aislacionismo incluyen Promised Land, Crusader State (1997) de Walter A. McDougall, Surprise, Security, and the American Experience (2004) de John Lewis Gaddis y Acting Alone (2010), de Bradley F. Podliska.Ambas partes alegan prescripciones políticas del discurso de despedida de George Washington como prueba de su argumento.Bear F. Braumoeller sostiene que incluso el mejor caso a favor del aislacionismo, los Estados Unidos en el período de entreguerras, ha sido ampliamente malinterpretado y que los estadounidenses demostraron estar dispuestos a luchar tan pronto como creyeron que existía una amenaza genuina. Warren F. Kuehl y Gary B. Ostrower sostienen:
Los acontecimientos ocurridos durante y después de la Revolución relacionados con el tratado de alianza con Francia, así como las dificultades que surgieron por la política de neutralidad seguida durante las guerras revolucionarias francesas y las guerras napoleónicas, alentaron otra perspectiva. El deseo de separación y libertad de acción unilateral se fusionó con el orgullo nacional y un sentido de seguridad continental para fomentar la política de aislamiento. Aunque Estados Unidos mantuvo relaciones diplomáticas y contactos económicos en el extranjero, trató de restringirlos lo más posible para conservar su independencia. El Departamento de Estado rechazó continuamente propuestas de cooperación conjunta, una política que se hace explícita en el énfasis de la Doctrina Monroe en la acción unilateral. No fue hasta 1863 que un delegado estadounidense asistió a una conferencia internacional.